# Kerstin Seltmann

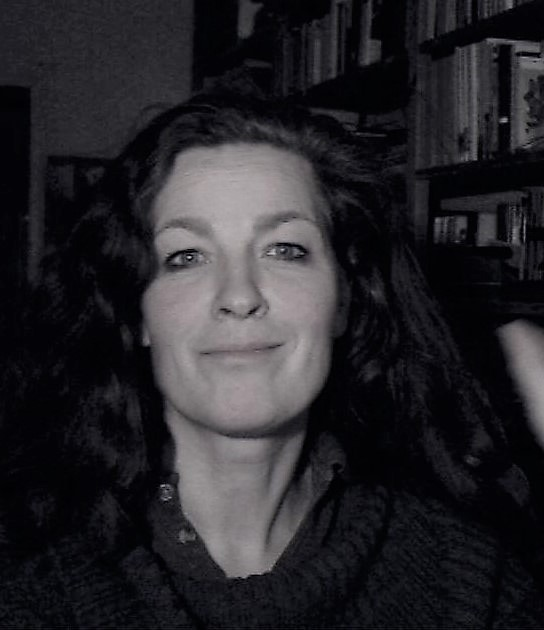
Kerstin Seltmann

Kerstin Seltmann (* 5. September 1961 in Berlin; Künstlername SELTMANN) ist eine deutsche Malerin und Künstlerin. Sie lebt und arbeitet in Kemlitz (Baruth/Mark).

## Leben und Werdegang
Kerstin Seltmann ist in Ostberlin geboren und aufgewachsen. Nach einer abgebrochenen Ausbildung als Maskenbildnerin (Hochschule für bildende Künste Dresden 1980–1982) arbeitet sie seit 1987 freischaffend als Malerin/Künstlerin.
Unter der Mentorenschaft von Horst Zickelbein wurde sie 1989 in den Verband bildender Künstler (VbK) Berlin aufgenommen. Seit 1998 ist sie Mitglied des Deutschen Künstlerbundes. Kerstin Seltmann erhielt verschiedenen Stipendien (Stipendium der Stiftung Kulturfonds, Berlin 1993; Atelierstipendium, Künstlerhaus Lukas, Ahrenshoop 1994, 2006; „Nicht anstecken lassen“ / Wettbewerb Kunst-Statt-Werbung, Berlin 1996; Käthe Dorsch Stipendium 2002, Arbeitsstipendium Stiftung Kulturfonds, Brandenburg 2003; Arbeitsstipendium des Landes Brandenburg, 2009).
Seit 2004 wirkte SELTMANN häufig auch als Ausstellungskuratorin („Arbeitsort“ Idee/Ausführung, deutsch-schwedisches Künstlersymposium 2004–05; Leitung von Seminaren zur LehrerInnenweiterbildung im Land Brandenburg 2005–2010; Mitarbeit beim Artus-Projekt, Lisum und Kulturministerium, Brandenburg 2006–2008; Neues Kunsthaus Ahrenshoop, Ausstellungsreihe „zeichnen“ 2007; „zeichnen – vergegenwärtigen“, Galerie Alte Schule Adlershof, Berlin 2007–08). 2010 realisierte SELTMANN zwei Wandbilder nach ihren Wettbewerbsentwürfen für die Mensa der Wilhelm-Bölsche-Schule in Berlin-Friedrichshagen. Sie hatte Ausstellungen in Deutschland, Belgien (Brüssel, Mol), der Schweiz (Basel, Bonstetten, Schaffhausen, Winterthur), Dänemark (Bornholm), den Niederlanden (Amsterdam), Frankreich und Polen.

## Ausstellungen (Auswahl)
- 2010: „Wäre man doch vor dem Menschen geboren“, Waschhaus Potsdam[2]
- 2011: „ENT-GEGEN-KOMMEN SELTMANN“, Galerie Alte Schule Adlershof[3]
- 2015: „palimpseste“[4]
- 2019: „canis lupus“[5]
- 2020: Als Kuratorin: „Fri-halsa“[6]
- 2020: „Weglängen – 25 Jahre Inselgalerie Berlin“[7]
- 2020/2021: GAISKA – FRANTA – MIRYAN KLEIN – SELTMANN: ‘Timeless masterpieces’[8]

## Veröffentlichungen
- 2020: im tunnel.[9]